# アラン・ホディノット
アラン・ホディノット（Alun Hoddinott CBE, 1929年8月11日 - 2008年3月12日）は、ウェールズ出身のクラシック音楽の作曲家として、最初に国際的に認められた者の一人である。日本語では姓はホッディノットとも表記される。

## 生涯と作品
ホディノットはウェールズのカエルフィリー州区、バーゴッドに生まれた 。ゴワートン・グラマースクールを経てカーディフ大学で学び、その後、アーサー・ベンジャミンに個人的に師事した。最初の有名な作品『クラリネット協奏曲』は、1954年のチェルトナム音楽祭において、ジェルヴァース・ドゥ・ペイエの独奏、ジョン・バルビローリの指揮、ハレ管弦楽団により初演された。これにより、ホディノットは全国的に知られるようになり、主要なオーケストラやソリストから委嘱を受けるようになった。
これらの委嘱は彼の死まで続き、20世紀の最も著名な歌手や器楽奏者たちによって支持された。
これら、ホディノットを支持した音楽家には、歌手のマーガレット・プライス、ギネス・ジョーンズ、トーマス・アレン、ジル・ゴメス、ジェイレント・エヴァンス、近年ではクレア・ブース、ヘレン・フィールド、ゲイル・ピアソンとジェレミー・ヒュー・ウィリアムズらが、器楽奏者のルッジェーロ・リッチ、ムスティスラフ・ロストロポーヴィチ、デニス・ブレイン、オシアン・エリス、セシル・アンドロヴィッツ、ニア・ハリーズ、ロジャー・ウッドワードとジョン・オグドン、より最近ではユーフォニアム奏者のデイヴィッド・チャイルズ、チェリストのキャサリン・プライス、トロンボーン奏者のマーク・イーガーと、弾き歌いピアニストのアンドリュー・マシューズ＝オーウェンらがいる。
ホディノットは、交響曲、ソナタ、協奏曲を書き、多作であった。彼のスタイルは、長く輝かしい経歴を経て、新古典主義的な『クラリネット協奏曲』から、音に構造的な枠組みを持たせる音列主義へと進化し、濃いテクスチュアと陰気な和声の併用を好むようになった。これは、アラン・ロースソーンなど、バルトーク的なアーチ型構造と回文的構造を用いたほかのイギリスの作曲家と類似している。
ホディノットの音楽では、しばしば、夜想曲的な緩徐楽章において、陰気で暗く強烈な叙情が顕著に現れていた。しかし、1970年からオペラを書くようになり、このことが書法上の範囲を広げ、響きのパレットを軽くすることとなった。最良の例の一つは、ジェイムズ・ジョイスの詩 "The Heaventree of Stars" に触発されて書いたヴァイオリンとオーケストラのための狂詩曲である。強度に規律のある書法と、神秘的で未知の響きを組み合わせた彼の音楽様式は、「ロマン的なモダニスト」と称された。
ホディノットはカーディフ大学において、教授職にあるものとして、1980年代にヨーロッパで最大となったカーディフ大学音楽部門の拡大のための責任があったとしてもなお、才能豊かな教師であった。彼は、アイルランドの作曲家ジョン・バックリーやウェールズの作曲家カール・ジェンキンス、ジェフリー・ルイス、ジョン・メトカーフとクリストファー・ペインターを含む、才能ある作曲家を数多く教えた。
彼は王立音楽アカデミー、王立ノーザン・カレッジ・オブ・ミュージック、王立ウェールズ音楽演劇学校など多くの音楽機関から名誉博士号を授与された。ウォルフォード・デイヴィス賞を受賞し、1983年には大英帝国勲章を授与され「コマンダー」に列せられた。
1997年には、ウェールズのマカンスレス芸術祭への顕著な貢献のため、グリンデュア賞を受賞した。また、1999年には、ウェールズ芸術協会から功労賞を授与され、ウェールズ音楽組合の特別会員の地位を与えられた。
2005年には、ホディノットはチャールズ3世（当時皇太子）とカミラ・パーカー・ボウルズの結婚式で演奏されるファンファーレを作曲した。以前には、チャールズ皇太子の16歳の誕生日とプリンス・オブ・ウェールズへの叙任を祝う作品も書いている。
2007年3月1日（聖デイヴィッドの日）には、ソプラノ歌手ヘレン・フィールドとバリトン歌手ジェレミー・ヒュー・ウィリアムズが彼の管弦楽伴奏の連作歌曲『セレニッシマ』を、セント・デイヴィッズ・ホールにおいてBBCウェールズ交響楽団とともに世界初演した。このときに、BBCウェールズ交響楽団の新しい本拠地、カーディフのウェールズ・ミレニアム・センターに特別に建設された350席のコンサートホールを「ホディノット・ホール」と名付けることが発表された。ホディノットの死後、2009年1月22日にウェールズ・ミレニアム・センターが開館し、エリザベス2世からホディノットにメダルが授与された。
ホディノットは2008年3月12日にスウォンジのモリソン病院で78歳で死去した。これは、ウィグモア・ホールにおける彼の弦楽四重奏曲の世界初演の翌日であった。彼の最後の作品、交響詩『タリエシン』は、2009年10月にスウォンジ音楽祭においてBBCウェールズ交響楽団により初演された。

## 作品リスト
- 二つの弦楽四重奏曲（1940年代後半の習作）
- 1948 チェロ協奏曲
- 1948 弦楽三重奏のためのプレリュードとフーガ
- 1949 オーケストラのための夜想曲
- 1950 Op. 1 弦楽三重奏曲
- ? Op. 2 バス独唱のための二つの歌曲
- 1953 Op. 3 クラリネット協奏曲第1番
- 1954 Op. 4/1 声楽とピアノのための「子守唄」
- 1954 Op. 4/2 フーガ的序曲
- 1953 Op. 5 オーケストラのための夜想曲（初めて出版された作品）
- 1953 Op. 6 クラリネット四重奏曲
- 1954-5 Op. 7 交響曲第1番
- ? Op. 8 オーボエと弦楽合奏のための協奏曲
- 1956 Op. 9 ピアノのための夜想曲第1番
- 1956 Op. 10 七重奏曲（クラリネット、ファゴット、ホルン、ピアノ、ヴァイオリン、ヴィオラ、チェロ）
- 1957 Op. 11 ハープ協奏曲
- 1958 Op. 13 弦楽オーケストラのためのセレナード
- 1958 Op. 14 ヴィオラのためのコンチェルティーノ（セシル・アンドロヴィッツに献呈）[8]
- 1958 Op. 15 ウェールズ舞踊組曲第1番（管弦楽）
- 1959 Op. 16/1 ピアノのための夜想曲第2番
- 1958 Op. 16/2 プレリュード、ノクターンとダンス（ハープと弦楽合奏）
- 1958 二つのウェールズ舞曲
- 1959 Op. 17 ピアノ・ソナタ第1番
- 1959 Op. 18 クラヴィコードのためのソナチネ
- 1959 Op. 18/3 ピアノのためのエレジー
- 1959 Op. 19 ピアノ協奏曲第1番（吹奏楽と打楽器の伴奏）
- ? Op. 20 六重奏曲
- 1960 Op. 21 ピアノ協奏曲第2番
- 1960 Op. 22 ヴァイオリン協奏曲第1番
- 1960 Op. 23 The Race of Adam
- 1962 Op. 24 オラトリオ「ヨブ」
- 1961 Op. 27 ピアノ・ソナタ第2番
- 1961 Op. 29 交響曲第2番（アラン・ロースソーンに献呈）
- 1961 Op. 30 Christ and Sinful Man
- 1962 Op.  31 管弦楽のための変奏曲
- 1961 レベッカ（混声合唱）
- 1962 民謡組曲（管弦楽）
- 1962 Op. 32/1 ディヴェルティメント（オーボエ、クラリネット、ホルン、ファゴット）
- 1962 Op. 32/2 アンセム
- 1962 Op. 32/3 入祭唱
- 1962 Op. 33 Danegeld（混声合唱）
- ? Op. 34 弦楽合奏のためのシンフォニア
- 1964 Op. 35 序曲「ジャック・ストロウ」
- 1964 Op. 36 ハープ・ソナタ
- 1964 Op. 37/1 オルガンのためのトッカータとジーグ
- 1964 Op. 37/2 オルガンのためのイントラーダ
- 1964 Op. 37/3 オルガンのための詩篇ファンファーレ
- 1964 Op. 38/1 What Tidings?（混声合唱）
- 1964 Op. 38/2 中声とピアノのための「中世のキャロル」
- 1964 Op. 38/3 四つのウェールズの歌
- 1964 Op. 39 カンタータ「ディーヴスとラザルス」
- 1964 ピアノのためのソナチネ
- 1965 Op. 40 ピアノソナタ第3番
- 1965 Op. 41 合奏協奏曲第1番
- 1965 Op. 42 ホルンと弦楽合奏のための「オーバードとスケルツォ」
- 1965 Op. 43 弦楽四重奏曲第1番
- 1966 Op. 44 ピアノ協奏曲第3番
- 1966 Op. 45 序曲「パントマイム」
- 1966 Op. 46 合奏協奏曲第2番
- 1966 Op. 47 管弦楽のための「ヴァリアント」
- 1966 Op. 48 夜の音楽（管弦楽）
- 1966 Op. 49 ピアノソナタ第4番
- 1966 セヴァーン橋変奏曲 (マルコム・アーノルド、ホディノット、 ニコラス・モー、ダニエル・ジョーンズ、グレース・ウィリアムズと マイケル・ティペットの合作)
- 1967 Op. 50 クラリネット・ソナタ
- 1967 Op. 51 オルガン協奏曲
- 1967 Op. 52 ハープのための組曲
- 1968 Op. 53 ノクターンとカデンツァ（クラリネット、ヴァイオリン、チェロ）
- 1968 Op. 54 Roman Dream（声楽と小編成合奏）
- 1968 Op. 55 An Apple Tree And A Pig
- 1968 Op. 56 シンフォニエッタ第1番
- 1968 Op. 57 ピアノ・ソナタ第5番
- 1968 Op. 58 ディヴェルティメント（フルート、クラリネット、ファゴット、ホルン、ヴァイオリン、ヴィオラ、チェロ、コントラバス）
- 1968 Op. 59 Barti Ddu
- 1960 Op. 60 Fioriture（マイケル・ティペットに献呈）
- 1968 Op. 61 交響曲第3番
- 1968 Op. 62 ノクターンとカデンツァ（チェロとオーケストラ）
- 1968 Op. 63 ヴァイオリン・ソナタ第1番
- 1969 Op. 64 ウェールズ舞踊組曲第2番（管弦楽）
- 1969 Op. 65/1 ホルン協奏曲
- 1969 Op. 65/2 Eryri（合唱と管弦楽）
- 1969 Op. 66 Investiture Dances（管弦楽）
- 1969 Op. 67 シンフォニエッタ第2番
- 1970 Op. 68 ハープ独奏のための幻想曲
- 1970 Op. 69 小管弦楽のためのディヴェルティメント
- 1970 Op. 70 交響曲第4番
- 1970 Op. 71 シンフォニエッタ第3番
- 1970 Op. 72/1 管弦楽のための組曲第1番
- 1970 Op. 72/2 ホルン、トランペットのためのコンチェルティーノ
- 1971 Op. 72/3 シンフォニエッタ第4番
- 1970 Op. 72/4 オーバード（小管弦楽）
- 1972 Op. 72/5 The Hawk Is Set Free（管弦楽）
- 1970 Op. 72/6 Floore Of Heav'n（管弦楽）
- 1970 Op. 72/9 ホルン、トランペットのためのコンチェルティーノ
- 1970 Op. 73/1 ヴァイオリン・ソナタ第2番
- 1970 Op. 73/2 チェロ・ソナタ第1番
- 1970 Op. 74 モテット「Out of the Deep」
- 1970 Op. 76 The Sun the Great Luminary of the Universe（管弦楽）
- 1970 Op. 77 ピアノ三重奏曲第1番
- 1972 Op. 78/1 ヴァイオリン・ソナタ第3番
- 1972 Op. 78/2 ホルン・ソナタ
- 1972 Op. 78/3 ピアノ・ソナタ第6番
- 1972 Op. 78/4 ピアノ四重奏曲
- 1971 Op. 79 オラトリオ「人生の樹」
- ? Op. 80
- 1973 Op. 81 交響曲第5番
- 1974 Op. 82 Ancestor Worship
- 1974 Op. 83 オペラ「 The Beach of Falesa」
- 1974 Op. 84 The Silver Swimmer（混声合唱とピアノ連弾）
- 1974 Op. 85 トロンボーン合奏と打楽器のためのリトルネッロ
- 1975 Op. 86/1 風景（管弦楽）
- 1975 Op. 86/2 夜の小品（管弦楽）
- 1975 Op. 87 5 イニス・モン（テノールと管弦楽）
- 1975 Op. 88 オペラ「The Magician」
- 1976 Op. 89 ヴァイオリン・ソナタ第4番
- 1976 Op. 90 A Contemplation upon Flowers（ソプラノと管弦楽）
- 1976 Op. 91 フランス組曲（小管弦楽）
- 1977 Op. 92 リコーダーとギターのためのイタリア組曲
- 1976 Op. 93 オペラ「What the Old Man Does is Always Right」
- 1977 Op. 94 Passagio（管弦楽）
- 1977 Op. 95 Sinfonia Fidei（ソプラノ、テノールと管弦楽）
- 1977 Op. 96/1 チェロ・ソナタ第2番
- 1977 Op. 96/2 オルガン・ソナタ
- 1978 Op. 97/1 Dulci Iuventutis（混声合唱と連弾）
- 1978 Op. 97/2 Hymnus ante somnum
- 1978 二台ピアノのためのソナチネ
- 1979 Hymnus ante somnum
- ? Op. 99 Rajah's Diamond
- 1979 Op. 100/1 弦楽合奏のためのシェーナ
- 1979 Op. 100/2 金管合奏のための「リトルネッロ
- ? Op. 101
- 1980 Op. 102 The Heaventree of Stars（ヴァイオリンと管弦楽）
- 1981 Op. 103 オペラ「The Trumpet Major」
- 1981 Op. 104/2a 4本のクラリネットのためのソナタ
- 1981 Op. 104/2b 4本のサクソフォンのためのソナタ
- 1981 Op. 105/1 テ・デウム
- 1981 Op. 105/2 Lanterne des Morts（管弦楽）
- 1982 Op. 106 オーボエ、ハープシコードと小管弦楽のための二重小協奏曲
- 1982 Op. 107/1 5つの習作（管弦楽）
- 1982 Op. 107/2 ショパンへのオマージュ（管弦楽）
- 1982 Quodlibet on Welsh Nursery Tunes（管弦楽）
- 1982 高声とピアノのための「六つのウェールズ民謡」
- 1982 The Charge Of The Light Brigade
- 1983 King Of Glory（混声合唱とオルガン）
- 1983 Make A Joyful Noise（混声合唱とオルガン）
- 1983 Op. 108 Ingravescentem aetatem
- 1983 Op. 109 オーボエ、ファゴットとピアノのための「仮面」
- 1983 Op. 110 Lady and Unicorn
- 1983 Op. 111 ピアノ三重奏曲第2番
- 1983 Op. 112 オーボエとハープのためのバガテル
- 1983 Quodlibet on Welsh Nursery Tunes（金管合奏）
- 1984 In parasceve Domini : 3 Nocturno
- 1984 Lady And Unicorn（混声合唱とピアノ）
- 1984 Op. 113 弦楽四重奏曲第2番
- 1984 Op. 114 ピアノ・ソナタ第7番
- ? Op. 115
- 1984 Op. 116 交響曲第6番
- 1984 Op. 117 The Bells of Paradise
- 1984 Op. 118 ディヴェルティメント
- 1984 Op. 119 弦楽のためのシェーナ
- ? Op. 120
- 1985 Christ Is Risen
- 1985 Sing A New Song for SSAATB chorus and organ
- 1985 Op. 121 The Silver Hound（テノールとピアノ）
- ? Op. 122
- 1985 Op. 123 ウェールズ舞踊組曲第3番
- 1985 Op. 124 ピアノ三重奏と管弦楽のための協奏曲
- 1986 Op. 125 ピアノ・ソナタ第8番
- 1986 Op. 126 Diversions
- 1986 Op. 127 管弦楽のための協奏曲
- 1986 Op. 128 クラリネット協奏曲第2番
- 1987 Op. 129 聖ジュリアンの伝説（ナレーター、合唱と管弦楽）
- 1989 Op. 130 弦楽四重奏曲第3番
- 1989 Op. 131 Lines From Marlowe Doctor Faustus（混声合唱、金管合奏と打楽器）
- 1989 Op. 132 「ノクティス・エキ」チェロとオーケストラのためのシェーナ
- 1989 Op. 133 Songs of Exile（テノールと管弦楽）
- 1989 Op. 134 ピアノ・ソナタ第9番
- 1989 Op. 135 星の子どもたち（管弦楽）
- 1989 Op. 136 ピアノ・ソナタ第10番
- 1989 Op. 137 交響曲第7番（オルガンと管弦楽）
- 1989 Op. 138 Emynau Pantycelyn
- ? Op. 139
- 1989 Op. 140 フルート・ソナタ
- 1989 Op. 141 ヴァイオリン・ソナタ第5番
- 1989 Op. 142 交響曲第8番
- 2001 Op. 143/1 Paradwys Mai（バリトンとピアノ）
- ? Op.144
- 1990 カンタータ「Hymns of Pantycelyn」
- 1992 Op.145 交響曲第9番"Vision of Eternity"（ソプラノと管弦楽）
- 1992 コラール、ヴァリアントとファンファーレ（金管合奏）
- 1993 Op. 146 木管五重奏曲
- 1994 ソナタ・ノットゥルノ
- 1995 ピアノのためのスペクトラム第1番「暗い行進曲」
- ? Op. 147 ピアノ・ソナタ第11番
- 1993 Op. 148 聖ダビデのミサ
- ? Op. 149 ピアノ・ソナタ第12番
- 1993 Op. 150 六つのバガテル
- ? Op. 151
- 1994 Op. 152/1 The Silver Swimmer（ソプラノとアンサンブル）
- 1994 Op. 152/2 Five Poems of Gustavo Adolfo Becquer translated from the Spanish by Ifan Payne
- ? Op. 153 ヴァイオリン協奏曲第2番
- 1995 Op. 154 トランペット協奏曲 「輝くピラミッド」（ガレス・スモールのために書かれ、カーディフのセント・デイヴィッズ・ホールで行なわれた「ウェルシュ・プロムス」最終夜で初演された）
- 1995 Op. 155 Tymhorau（声楽とピアノ、または声楽と弦楽）
- ? Op. 156 Poetry on Earth
- ? Op. 157 オーボエとハープのためのソナタ
- 1996 Op. 158 Mass of Camargue （バリトン、合唱、二台ピアノ、オルガンと打楽器）
- 1996 Op. 159 チェロ・ソナタ第3番
- 1997 ピアノのためのスペクトラム第2番「トカゲ」
- ? Op. 160 弦楽四重奏曲第4番
- ? Op. 161
- ? Op. 162 クラリネット・ソナタ第2番
- ? Op. 163 ヴァイオリン・ソナタ第6番
- ? Op. 164 ハープ・ソナタ
- ? Op. 165 大地の詩（声楽とハープ）
- ? Op. 166
- ? Op. 167
- 1998 Op. 168 Grongar Hills（バリトンとピアノ五重奏）
- 1999 Op. 169 Celebration Dances（管弦楽）
- 1999 Op. 170 オペラ「塔」
- 1999 Op. 171 To the Poet（バス・バリトンとピアノ）
- 1999 Op. 172 交響曲第10番
- 2000 Op. 173 セレニッシマ（バリトンとピアノ）
- ? Op. 174
- ? Op. 175 打楽器とブラスバンドのための協奏曲
- ? Op. 176 ピアノ・ソナタ第13番
- ? Op. 177 弦楽四重奏曲第5番
- ? Op. 178 Dream Wanderer
- ? Op. 179
- 2002 Op. 180 ユーフォニアム協奏曲「The Sunne Rising, The King will Ride」
- 2003 Op. 181 Leapfrog（ピアノ）
- ? Op. 182 ユーフォニアム・ソナタ
- 2004 Op. 183 The Promontory of Dreams（バリトン、ホルンと弦楽合奏）
- ? Op. 184 Badger in Bag
- 2004 Op. 185 トロンボーン協奏曲（マーク・イーガーのために書かれ、グラント・レウェリン指揮のBBCウェールズ交響楽団により初演された）
- ? Op. 186
- ? Op. 187 ブラスバンドのための合奏協奏曲
- ? Op. 188 二台ピアノのためのソナタ
- 2005 Op. 189 セレニッシマ-ヴェニスの印象（ソプラノ、バリトンと管弦楽）
- 2006 Op. 190 Towy Landscape（ソプラノ、バリトンとピアノ連弾）
- 2007 Op. 192 Blake Songs（バリトンとピアノ）

- 天国の鐘
- Divisions, Concertante （ホルン、ハープシコードと弦楽合奏）
- Dragonfire
- ギター・ソナタ
- In Praise Of Music
- 弦楽四重奏のための音楽（2008年3月11日にウィグモア・ホールにてサッコーニ弦楽四重奏団により初演された）
- Prelude Nocturne And Dance（ハープと弦楽合奏）
- Rhapsody
- On Welsh Tunes（管弦楽）
- Roman Dream （ソプラノ、打楽器、ハープとチェレスタ）
- Scenes and Interludes,（トランペット、ハープシコードと弦楽合奏）
- Te Deum
- Theatre Overture
- 交響詩「タリエシン」（最後の作品）

## 関連リンク
- Alun Hoddinott at the Wales Video Gallery
- Obituary: Dr Alun Hoddinott, obituary in 4BarsRest
- Oriana Publications Publisher of Alun Hoddinott's works
- Oxford University Press Publisher of Alun Hoddinott's early works
- Interview with Alun Hoddinott by Bruce Duffie, 24 June 1994
- Alun Hoddinott CBE - My Friend, a tribute by Christopher Painter